# Szöllősi Zsigmond (író)
Szöllősi Zsigmond, 1893-ig Deutsch Zsigmond, névváltozat: Szőllősi (Tiszaszőlős, 1872. augusztus 18. – Budapest, 1953. augusztus 14.) magyar író, újságíró. Szőllősi Zoltán testvére.

## Élete
Deutsch Adolf és Lieszner Eszter fia. Már joghallgató korában hírlapíróskodott, mint a Magyar Újság belső munkatársa. Tizenöt évig a Budapesti Hírlap kötelékébe tartozott. 1914-től Az Újság cikk- és tárcaírója volt. Választékos stílusú, szórakoztató hangú, élénk szellemességű cikkekben szólt hozzá az aktuális társadalmi kérdésekhez. Novelláiban, amelyek között zsidó tárgyú is akad, a téma érdekességére és a mese ötletességére veti a fősúlyt. 1910-től 1914-ig a Kakas Márton című élclapot szerkesztette. 1908-tól a Petőfi Társaság tagja. A hírlapírás mellett egy nagy könyvkereskedésnek is tulajdonosa és vezetője volt. A Király Színház 1906-ban mutatta be Boris király című operettjét, amelyet Hegyi Béla zenésített meg. A Nemzeti Színház 1909-ben adta elő György úr című egyfelvonásos vígjátékát. A budapesti kabarészínpadokon több tréfája és vidám egyfelvonásosa került színre, amelyek közül néhány, így Az orr című kis bohózata külföldi színpadokra is eljutott. Halálát szívizomelfajulás okozta.
Kiadta Fedák Sári: Útközben című emlékiratait.

## Novelláskötetei

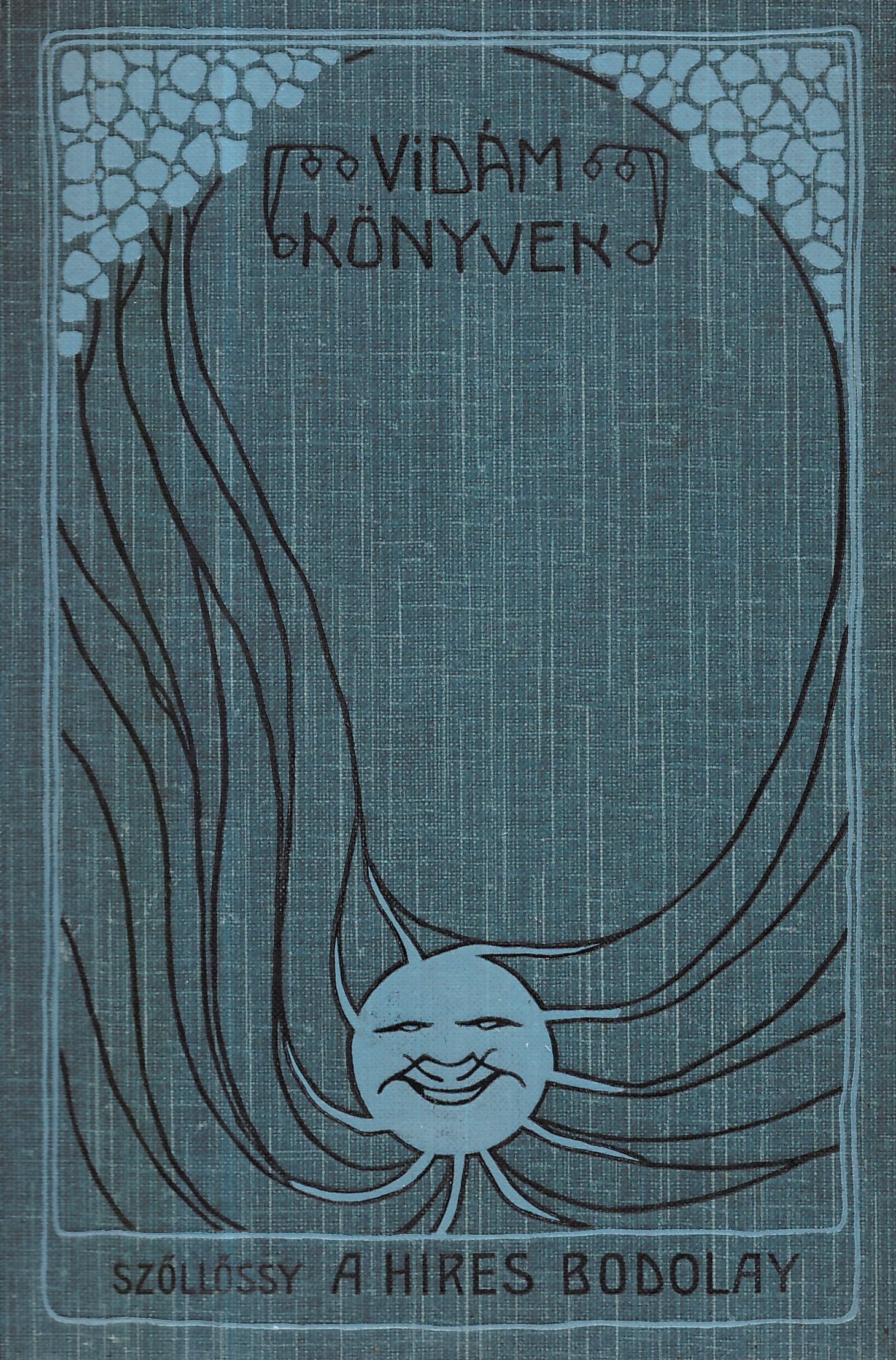
A híres Bodolay

- Az Ollenburg dinasztia (Budapest, 1899)
- Közönséges halandók (Budapest, 1902)
- A híres Bodolay (1905)
- Palma di Palma (Budapest, 1908)
- A férfi-szerelme (1910)
- Hihetetlen történetek (1912)
- Párbaj a Korzón (Budapest, 1918)